# I. e. 1150-es évek
Évszázadok: i. e. 13. század – i. e. 12. század – i. e. 11. század
Évtizedek: i. e. 1230-as évek – i. e. 1220-as évek – i. e. 1210-es évek – i. e. 1200-as évek – i. e. 1190-es évek – i. e. 1180-as évek – i. e. 1170-es évek – i. e. 1160-as évek – i. e. 1150-es évek – i. e. 1140-es évek – i. e. 1130-as évek
Évek: i. e. 1159 – i. e. 1158 – i. e. 1157 – i. e. 1156 – i. e. 1155 – i. e. 1154 – i. e. 1153 – i. e. 1152 – i. e. 1151 – i. e. 1150

## Események
- i. e. 1159 – A Hekla vulkán kitörése 18 évnyi időtartamra kiható éghajlatváltozást okoz Észak-Európában.
- i. e. 1156 - Az első ismert sztrájk. Az egyiptomi Deir-el-Medina temetőváros munkásai letették a munkát, mivel két hónapja nem kapták meg a terményekben megállapított bérüket.
- i. e. 1154 – Menelaosz király halálának feltételezett dátuma.
- i. e. 1154 – A száműzött spártai Helené öngyilkossága Rodoszon.
- i. e. 1153 – III. Ramszesz fáraó halála.
- i. e. 1152 – Alba Longa, a legrégibb latin város alapítása.